# Roland S. Kamzelak
Roland S. Kamzelak (* 23. Oktober 1961 in Subiaco/Australien; † 22. August 2023) war ein deutscher Literaturwissenschaftler und Editionsphilologe. Er war stellvertretender Direktor des Deutschen Literaturarchivs Marbach und Honorarprofessor für Digital Humanities an der Universität Würzburg.

## Lebenslauf
Kamzelak studierte Politikwissenschaften, Anglistik und Germanistik an der Universität Tübingen und an der University of Queensland in Brisbane.  1994 schloss er mit dem Staatsexamen (Deutsch, Englisch) an der Universität Tübingen ab. Von 1994 bis 1999 war er wissenschaftlicher Mitarbeiter am Deutschen Literaturarchiv im Projekt zur Edition des Tagebuches von Harry Graf Kessler. Von 1999 bis 2000 war er Kulturreferent der Wüstenrot Stiftung in Ludwigsburg. Seit November 2000 ist Kamzelak Leiter Entwicklung und stellvertretender Direktor des Deutschen Literaturarchivs Marbach. 2004 wurde er an der Universität Tübingen bei Gotthart Wunberg mit der Arbeit „E-Editionen. Zur neuen Praxis der Editionsphilologie. Ida und Richard Dehmel – Harry Graf Kessler. Briefwechsel 1898–1935.“ zum Dr. phil. promoviert.
Kamzelak lehrte Deutsche Literatur an der Pädagogischen Hochschule Ludwigsburg (1996–2013) und an der Universität Stuttgart (2003–2004), Englische Literaturen an der Pädagogischen Hochschule Schwäbisch Gmünd (2010–2014) und Kulturmanagement am Institut für Kulturmanagement in Ludwigsburg (2003–2007). Von 2007 bis 2009 lehrte er Editionsphilologie und Computerphilologie an der Technischen Universität Darmstadt, seit 2010 an der Universität Würzburg, wo er von 2018 bis zu seinem Tod eine Honorarprofessur innehatte.
Kamzelak war Herausgeber des Tagebuches von Harry Graf Kessler (9 Bände 2004–2018) und von dessen Dramenfragment Kalieieff. Weitere Editionstätigkeiten umfassen das Exilbriefnetz und das Editionslexikon EdLex. 2022 wurde die Edition des Werkes von Jean Paul als „Sprachgitter digital“ (2022–2047) – geleitet von Barbara Hunfeld (Gesamtleitung) und Roland S. Kamzelak – in das Programm der Bayerischen Akademie der Wissenschaften aufgenommen. Er war von 2000 bis 2020 Mitglied des Ausschusses der Arbeitsgemeinschaft für germanistische Editionswissenschaft.

## Auszeichnungen
Für die Herausgabe des Tagebuches von Harry Graf Kessler erhielt Kamzelak 2010 zusammen mit Ulrich Ott den NDR Kultur Sachbuchpreis.

## Schriften (Auswahl)

### Editionen
- Harry Graf Kessler, Das Tagebuch 1880–1937, hg. v. Roland S. Kamzelak und Ulrich Ott, Stuttgart: Cotta 2004–2018.
- Kessler, Harry Graf, Ivan Kaliáieff. Ein Dramenfragment, hg. v. Roland S. Kamzelak, Münster: mentis 2015.
- Harry Graf Kesslers Weltreisealbum 1891/1892. Mit einem Essay von Ulrich Pohlmann herausgegeben von Roland S. Kamzelak, 6 Bände.[6]

### Lexikon
- EdLex[7]

### Monographien / Sammelbände
- Digitale Metamorphose: Digital Humanities und Editionswissenschaft, hg. von Roland S. Kamzelak und Timo Steyer. 2018 (= Sonderband der Zeitschrift für digitale Geisteswissenschaften, 2). doi:10.17175/sb002.
- Kessler, der Osten und die Literatur. Mit dem Erstdruck des Dramenfragments Ivan Kaliáieff von Harry Graf Kessler, hg. v. Roland S. Kamzelak, Münster: mentis 2015.
- Grenzenlose Moderne. Die Begegnung der Kulturen im Tagebuch von Harry Graf Kessler, hg. von Roland S. Kamzelak, Alexandre Kostka, Ulrich Ott und Luca Renzi, Münster: Mentis 2015.
- Neugermanistische Editoren im Wissenschaftskontext. Biografische, institutionelle, intellektuelle Rahmen in der Geschichte wissenschaftlicher Ausgaben neuerer deutschsprachiger Autoren, hg. von Roland S. Kamzelak, Rüdiger Nutt-Kofoht und Bodo Plachta, Berlin und Boston: de Gruyter 2011.
- E-Editionen. Zur neuen Praxis der Editionsphilologie. Ida und Richard Dehmel – Harry Graf Kessler. Briefwechsel 1898–1935, Tübingen: Universitätsbibliothek 2004.[8]
- Computergestützte Text-Edition, hg. v. Roland Kamzelak, Tübingen: Niemeyer, 1999 [=Beihefte zu editio, Band 12], darin: Hypermedia – Brauchen wir eine neue Editionswissenschaft?, S. 119–126.
- Anleitung zum Textverarbeitungsprogramm DIFFTEXT, Tübingen: Deutsches Institut für Fernstudien an der Universität Tübingen, 1993.